# Júlio Anahory de Quental Calheiros
Júlio Anahory de Quental Calheiros ComMAI (Oliveira do Hospital, Avô, 18 de Novembro de 1899 - Lisboa/Porto, 16 de Abril de 1970), que usou o título de 3.º Conde da Covilhã, foi um empresário agrícola, industrial e banqueiro e dirigente desportivo português.

## Família
Filho de José Mendes da Veiga de Quental Calheiros, 2.º Conde da Covilhã, e de Mary de Simão Anahory.

## Biografia
Licenciado em Direito pela Faculdade de Direito da Universidade de Coimbra, foi destacada figura da sociedade portuguesa, bem como das atividades bancárias e industriais do país que ocupou no Porto, Cidade da sua residência, lugares de relevo na Banca e na Indústria de Seguros, assumindo a Presidência do Conselho de Administração do Banco Borges & Irmão desde que nele transformou a antiga Casa Bancária portuense da mesma denominação e ao qual o seu nome fica indestrutivelmente ligado ao desenvolvimento nele operado, e dirigindo empresas agrícolas, industriais e comerciais nortenhas àquele Banco ligadas. Foi um dos criadores e fundadores da Manufatura Nacional de Borracha (MABOR), pioneira da indústria de pneus em Portugal e hoje ocupando lugar destacado na indústria europeia da mesma especialidade, da Empresa das Termas de Monfortinho, sendo responsável pela sua valorização turística, e da Indústria Têxtil do Ave, subsidiária da MABOR, a qual constituiu, organizações a que presidiu. Foi também Fundador das Indústrias de Construção e Empreendimentos (ICESA), responsável pelo grande conjunto urbano de Santo António dos Cavaleiros, estando também ligado ao Banco de Crédito Comercial e Industrial, que alargou a sua esfera de ação pessoal a Angola e Moçambique, e a muitos outros empreendimentos a que não ficou alheia a própria vida económica do Brasil, onde permaneceu durante alguns anos e onde a indústria de construção naval e o popular Banco Borges, que criou com sede no Rio de Janeiro, atestam o impulso forte da sua invulgar personalidade, de forte tempra, de espírito multifacetado e invulgar capacidade de iniciativa. Foi Vice-Presidente do Automóvel Club de Portugal e ocupou vários cargos na Direção do Sporting Clube da Covilhã, onde tomou posse em 1961 como Presidente do Conselho Fiscal, em que o Presidente da Direção era o seu irmão mais novo o Dr. José Borges de Albuquerque Calheiros, tornando-se pela primeira vez Presidente do Clube na época de 1965/1966, onde permaneceu até 1967, tendo sido um seu grande obreiro, principalmente pelo seu apoio financeiro e dedicação.
Usou o título de 3.º Conde da Covilhã por Autorização de D. Manuel II de Portugal no exílio de 10 de Julho de 1931.
Possuiu várias condecorações, entre as quais Comendador da Ordem Civil do Mérito Agrícola e Industrial Classe Industrial a 20 de Abril de 1950 e Cavaleiro da Ordem Nacional do Cruzeiro do Sul do Brasil.

## Casamentos e descendência
Casou primeira vez com Vera de Sousa e Cruz, que faleceu muito nova, filha do Banqueiro Sousa e Cruz e de sua mulher, sem geração.
Casou segunda vez com Maria Emília Fernandes Borges, filha do Banqueiro portuense Francisco Borges e de sua mulher Maria da Assunção Fernandes, da qual teve uma filha: 
- Maria Manuela de Quental Calheiros, atual Condessa da Covilhã, casada com o Dr. Miguel Gentil Quina, Presidente do Conselho de Administração do Banco Borges & Irmão até 1975[5]

Teve um filho: 
- José Carlos Rebsamen de Quental Calheiros[5]